# Ca n'Oliveres (Sant Just Desvern)
Ca n'Oliveres és un edifici del municipi de Sant Just Desvern (Baix Llobregat) que forma part de l'Inventari del Patrimoni Arquitectònic de Catalunya.

## Descripció
És una masia de la família II tipus 2, segons la nomenclatura de Camps i Arboix. Té un afegit inacabat a la dreta, igual que d'altres creixements a la part posterior. Posseeix encara el corral d'accés. Es conserva la pastera i el forn per a fer pa per al consum propi.

## Història

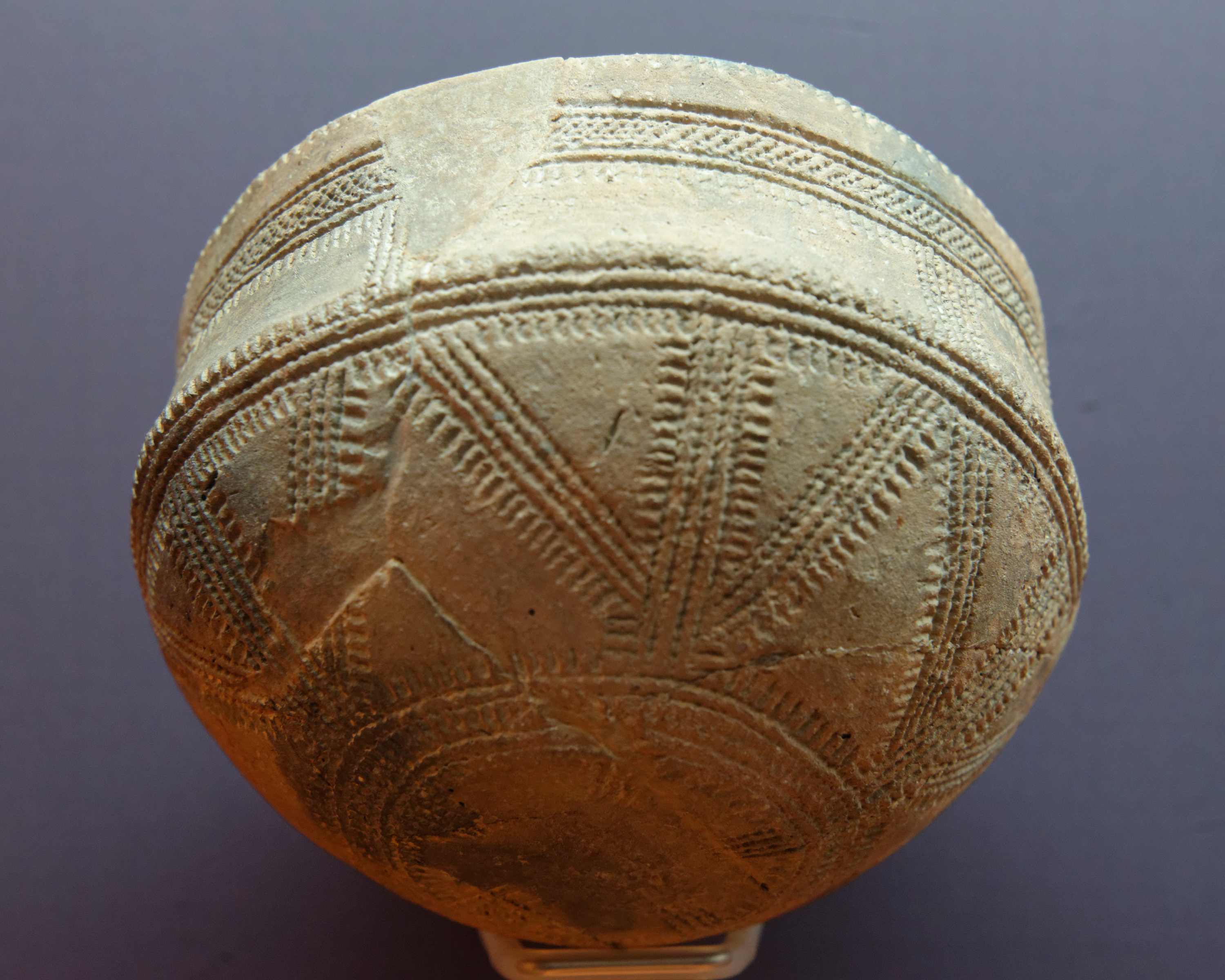
Vas procedent del jaciment, al MAC

Hi ha referències del 1529, però és possible que sigui d'origen iberoromà, per les restes arqueològiques trobades a prop. Vers l'any 1529 ja es parla de Na Isabel Oliveres de la Costa, com a propietària d'aquesta masia. A l'era hi ha una làpida amb el nom de Joan Oliveres i la data del 1760.